# تپه اسماعیل ۵۱ -K
تپه اسماعیل ۵۱ -K مربوط به دوره اشکانیان - دوره ساسانیان است و در شهرستان کنگاور، روستای حسن‌آباد واقع شده و این اثر در تاریخ ۱۰ دی ۱۳۸۱ با شمارهٔ ثبت ۶۶۲۸ به‌عنوان یکی از آثار ملی ایران به ثبت رسیده است.